# Belinda (měsíc)

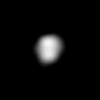
Uranův měsíc Belinda

Belinda je měsíc planety Uran, který obíhá planetu ve vzdálenosti 75 260 kilometrů. Rozměry měsíce jsou 34 kilometrů. Objeven byl roku 1986 americkou sondou Voyager 2 (Stephen P. Synnott). Hmotnost se odhaduje na 3,6×1017 kg . Doba jednoho oběhu kolem planety zabere 0,623525 dne. Rotace kolem vlastní osy je vázaná, tedy odpovídá době oběhu kolem planety. Teplota na povrchu dosahuje přibližně 64 K.